# Вахдат (Горный Бадахшан)
Вахдат (до 2012 г. — Миденшор) — посёлок в Шугнанском районе Горно-Бадахшанской автономной области Таджикистана. Расположен на правом берегу реки Гунт, впадающей в Пяндж, в 12 км к юго-востоку от города Хорог.